# 石榑郁郎
石榑 郁郎（いしぐれ いくろう、1942年12月7日 - ）は、日本棋院所属の囲碁棋士。岐阜県岐阜市出身、木谷實九段門下、九段。詰碁創作の名手として知られ、多数の作品を発表している。

## 経歴
小学3年で碁を覚え、父とともに中部総本部の五十川正雄の碁会所に通い腕を磨いた。
- 1955年（昭和30年） - 木谷實九段に入門。
- 1960年（昭和35年） - 入段。
- 1968年（昭和43年） - 第24期本因坊戦リーグ入り。
- 1969年（昭和44年） - 第13期首相杯争奪戦準優勝。
- 1970年（昭和45年） - 第14期首相杯争奪戦準優勝。
- 1974年（昭和49年） - 大手合第1部優勝。
- 1978年（昭和53年） - 第3期棋聖戦八段戦準優勝。
- 1980年（昭和55年） - 第28期王座戦挑戦者決定戦進出。
- 1981年（昭和56年） - 第6期棋聖戦八段戦準優勝。
- 1984年（昭和59年） - 九段。
- 2006年（平成18年） - 通算600勝達成。

## 著作
- 『石榑郁郎詰碁傑作選』三一書房 1996年
- 『基本詰碁123題 (棋苑囲碁ブックス) 』1996年
- 『石榑の基本手筋104題―形に明るく局地戦に強くなる』筑摩書房　1997年
- 『六段挑戦の詰碁 (棋苑囲碁ブックス) 』1998年
- 『囲碁 必殺の詰碁 初段・二段・三段―実戦の死活が身につく最強119題 (ポケット版・囲碁シリーズ)』成美堂出版　2004年